# Organização Socialista Internacionalista
A Organização Socialista Internacionalista (OSI) foi uma organização trotskista brasileira, precursora da Corrente O Trabalho do Partido dos Trabalhadores (PT), seção brasileira da Quarta Internacional.
Em novembro de 1976, ocorreu uma reunião na cidade de Praia Grande (São Paulo) na qual foi decidida a fusão entre vários grupos identificados com o trotskismo: a Fração Bolchevique-Trotskista, a Organização de Mobilização Operária (OMO) e o Grupo Outubro. Dessa fusão surgiu a Organização Marxista Brasileira (OMB). Posteriormente a OMB fundiu-se com a Organização Comunista 1° de Maio, o que deu origem à Organização Socialista Internacionalista (OSI).
A OSI dirigia o movimento estudantil Liberdade e Luta (Libelu), além de oposições sindicais em algumas categorias de trabalhadores, como bancários, professores, metalúrgicos e químicos.
A OSI aliou-se internacionalmente ao Comitê pela Reconstrução da Quarta Internacional (Corqui), cujo principal dirigente era Pierre Lambert. Em meados da década de 1980, a OSI enfrentou luta interna que acabou dividindo-a em duas correntes. Uma parte integrou a Articulação, a corrente majoritária do PT, capitaneada por Luiz Inácio Lula da Silva e José Dirceu. A outra manteve-se como organização própria e atua no PT com o nome de O Trabalho. Ainda mantém relações com o núcleo de trotskistas franceses criado durante a Segunda Guerra Mundial, que tem como liderança Pierre Lambert.